# GamePark Holdings
La GamePark Holdings era una azienda sudcoreana (semplicemente chiamata GPH),si è venuta a formare dopo la scissione con l'altra GamePark (2005).
Ha prodotto 3 console dalla scissione aziendale:
- La Gp2x
- La GP2X WIZ
- La  GP2X Caanoo

Secondo il sito ufficiale dell'E3 2010, la GamePark Holdings sarà uno degli esibitori alla mostra, come del resto era dal 2002.
Nel settembre 2010 è stata lanciata in versione mondiale la GP2X Caanoo ,disponibile in due colori bianco e blu.
La GPH non parteciperà all'E3 2011, non avendo alcuna nuova console da mostrare.
Dagli ultimi mesi del 2011 l'azienda sudcoreana, in netto passivo economico, è fallita, chiudendo con essa un'era per le console con sistema operativo open source, che ora guardano verso Android.